# St-Samson (Ouistreham)

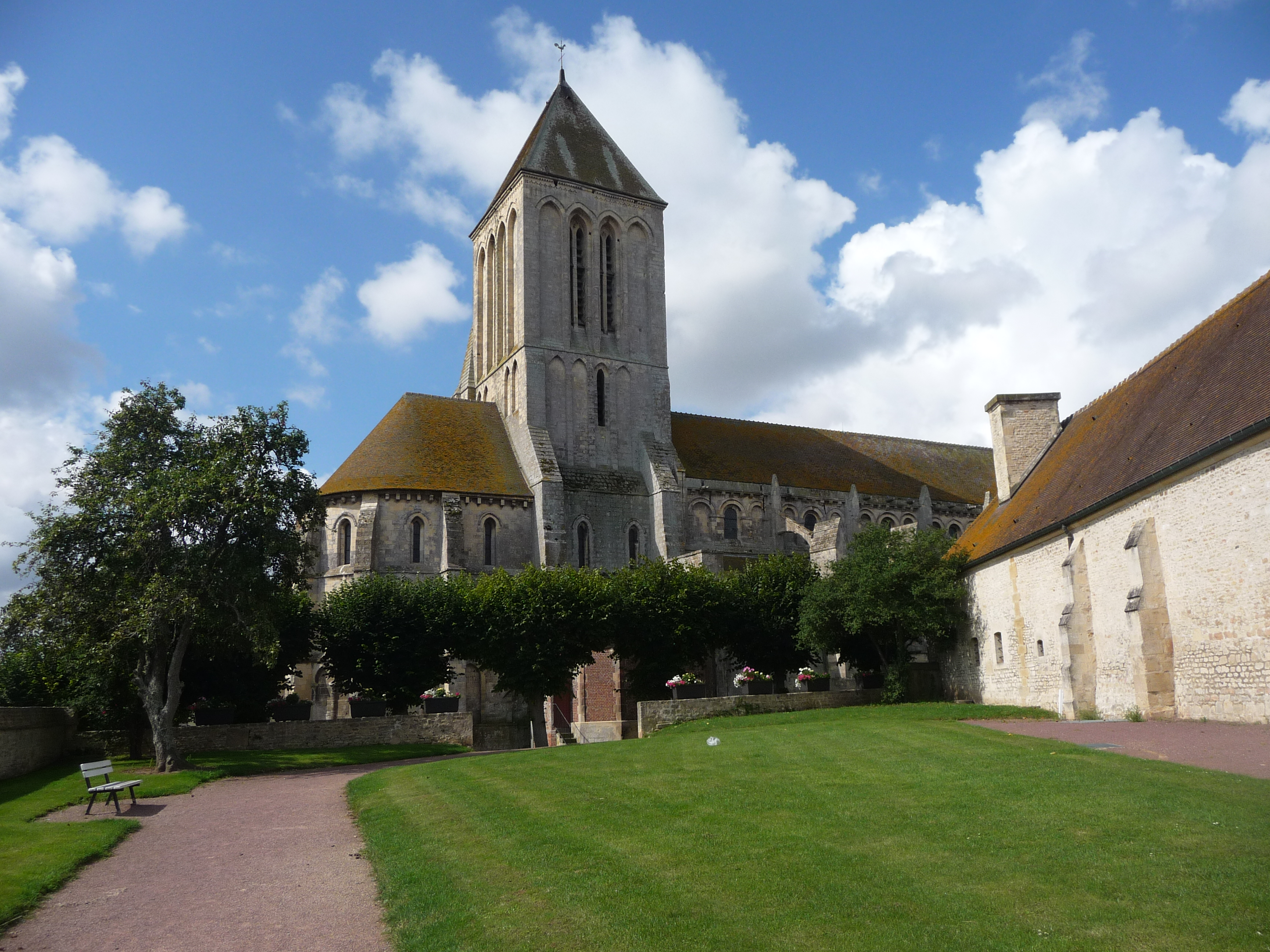
St. Samson

Die Pfarrkirche St. Samson liegt in Ouistreham im Département Calvados in der Normandie. Sie wurde in den Jahren vor 1150 errichtet und 1180 dem heiligen Samson geweiht. Ouistreham war damals – und bis zur Französischen Revolution – eine Herrschaft, die dem Frauenkloster Sainte-Trinité in Caen unterstand.

## Beschreibung
Die bemerkenswerte Qualität des Baus ist sowohl der Prosperität des Hafens von Ouistreham während der ganzen anglo-normannischen Zeit wie auch der Patronage durch das mächtige Kloster zu verdanken. St-Samson ist eine langgestreckte dreischiffige Basilika von sechs Jochen. Auf der Breite des Mittelschiffes schließt sich ohne Querhaus das Chorjoch an, über dem sich ein mächtiger Chorturm erhebt. Dem Chorjoch schließt sich die fünfseitig geschlossene Apsis an.
Am Ende des 19. Jahrhunderts wurden im Zuge einer Restaurierung teils gravierende Eingriffe in die Architektur und die Bauskulptur vorgenommen. Zwei Fenster erinnern an die Befreiung der Stadt von deutscher Besatzung 1944.
Im Laufe der Jahrhunderte diente die Kirche nicht nur religiösen Zwecken, sondern auch als Verteidigungsbauwerk sowie als Seezeichen und Leuchtturm. Der Bau ist seit 1840 ein französisches Kulturdenkmal.

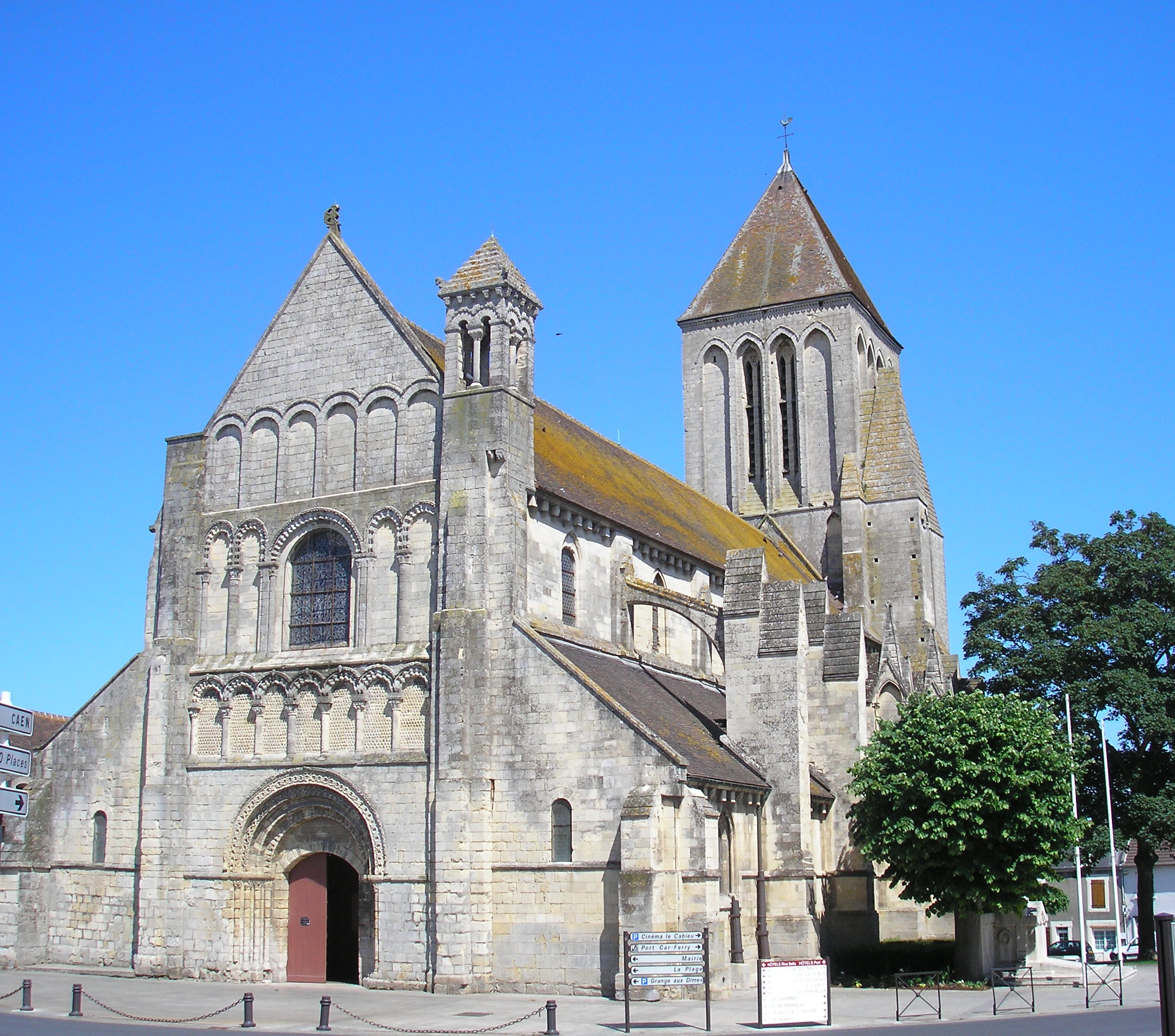
Hauptfassade
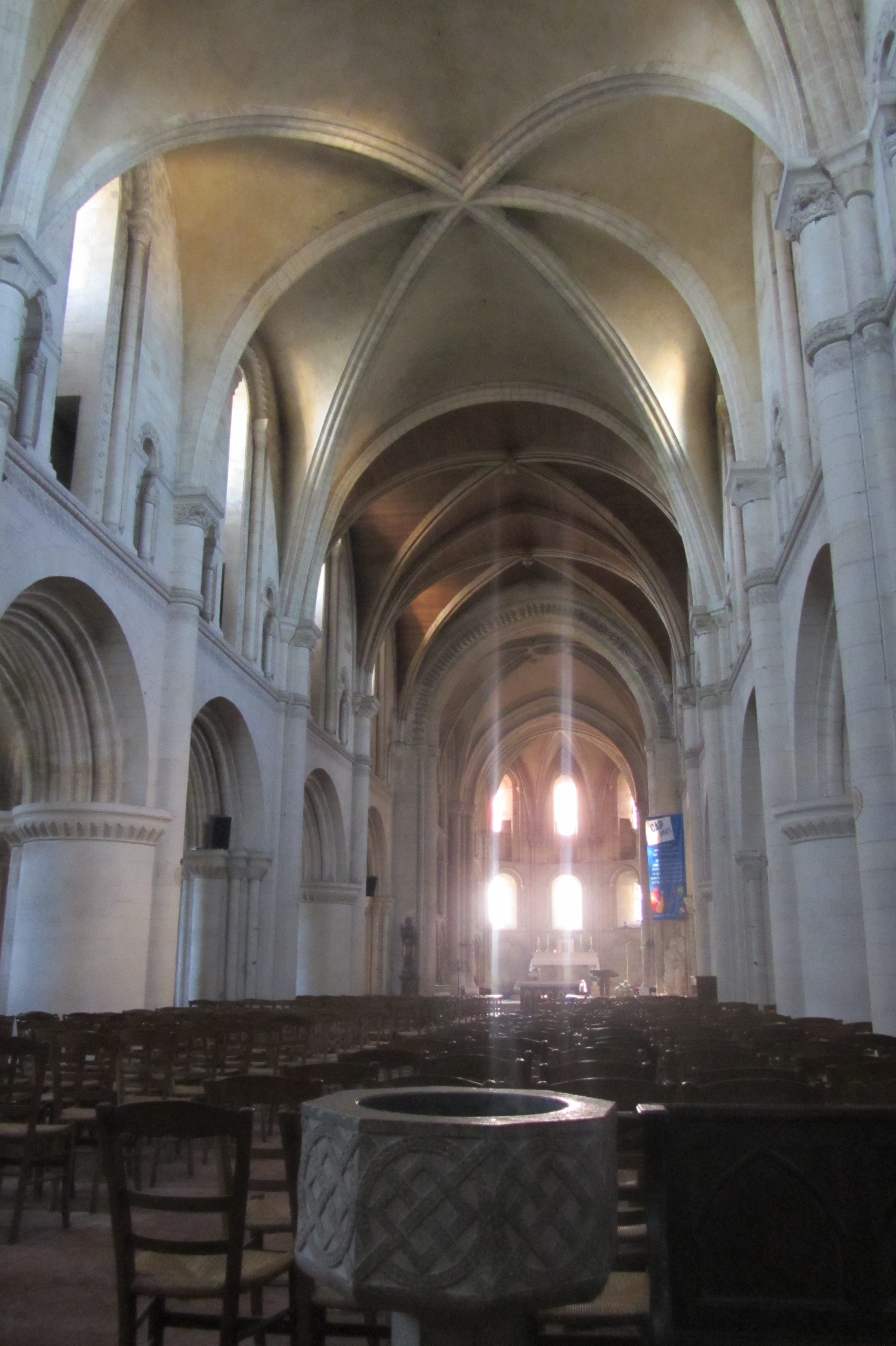
Hauptschiff
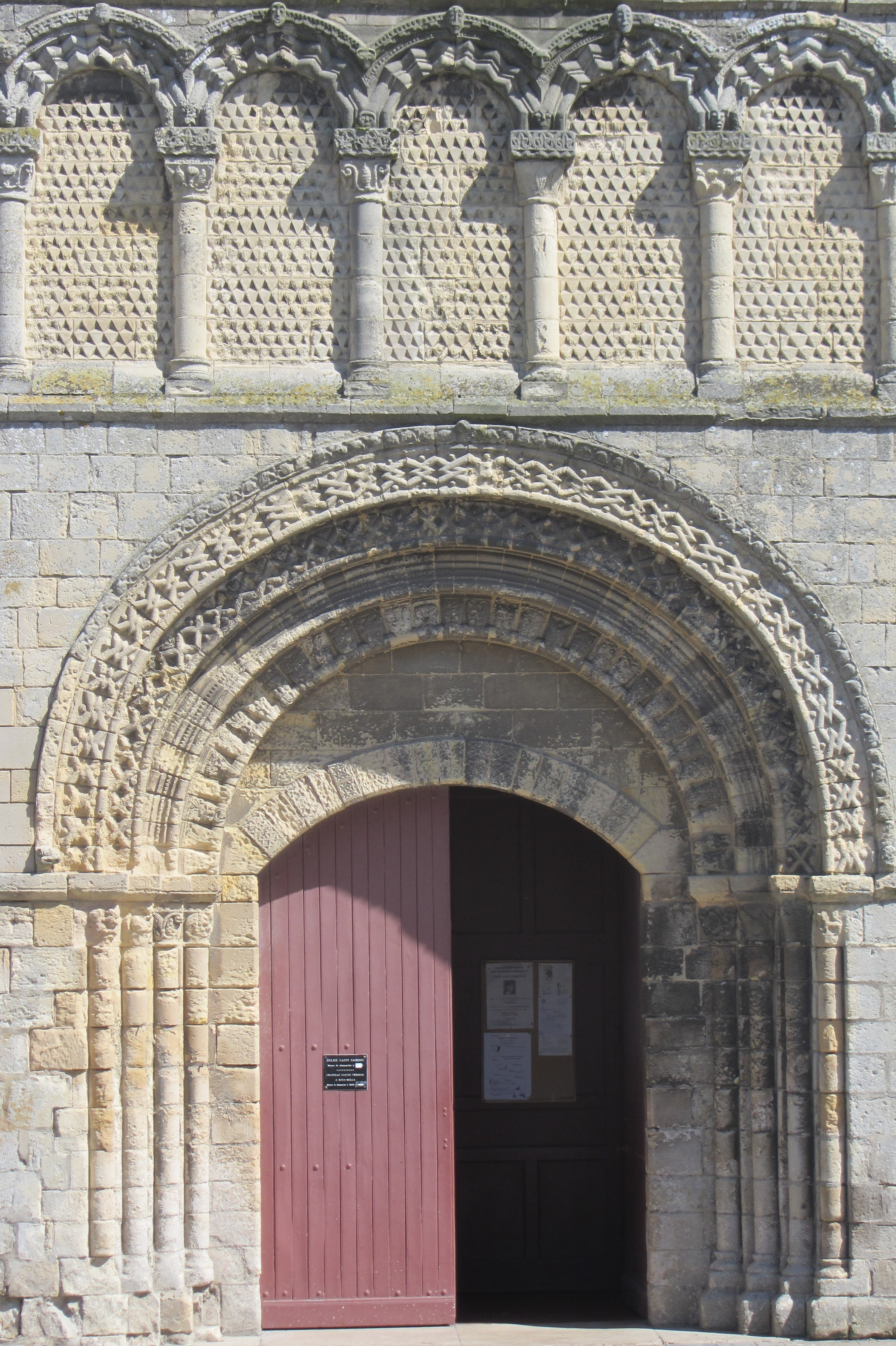
Westportal